# Одринці (Добрицька область)
О́дринці (болг. Одринци) — село в Добрицькій області Болгарії. Входить до складу общини Добричка.

## Населення
За даними перепису населення 2011 року у селі проживали 249 осіб.
Національний склад населення села:
| Національність   | Кількість осіб | Відсоток |
| ---------------- | -------------- | -------- |
| болгари          | 231            | 94,3%    |
| турки            | 13             | 5,3%     |
| цигани           | 0              | 0%       |
| Всього відповіли | 245            |          |

Розподіл населення за віком у 2011 році:
Динаміка населення: